# Lucas (ort i Brasilien)
Lucas är en ort i Brasilien.   Den ligger i kommunen Barão de Melgaço och delstaten Mato Grosso, i den centrala delen av landet, 900 km väster om huvudstaden Brasília. Lucas ligger 134 meter över havet och antalet invånare är 27 665.
Terrängen runt Lucas är mycket platt. Lucas är det största samhället i trakten.
Trakten runt Lucas består huvudsakligen av våtmarker. Trakten runt Lucas är nära nog obefolkad, med mindre än två invånare per kvadratkilometer.